# Assassin's Creed (jeu vidéo)
Vous lisez un « bon article » labellisé en 2009.
Pour les articles homonymes, voir Assassin.
Pour la série de jeux vidéo, voir Assassin's Creed. Pour le film sorti en 2016, voir Assassin's Creed.
Assassin's Creed (litt. Le Credo des Assassins) est un jeu vidéo développé par Ubisoft Montréal sous la direction de Patrice Désilets et Jade Raymond. 
Il s’agit d’un jeu d'action-aventure au gameplay non linéaire, incorporant des éléments d’infiltration. Il est édité par Ubisoft en novembre 2007 sur PlayStation 3 et Xbox 360, puis en avril 2008 sur PC (Windows), dans une version sous-titrée Director's Cut.
L'histoire est axée sur Desmond Miles qui revit les actions de son ancêtre à l'aide d'une machine nommée « Animus ». Son aïeul Altaïr Ibn-La'Ahad est un assassin d'élite agissant en Terre sainte à l'époque de la Troisième croisade. Tombé en disgrâce, Altaïr doit exécuter plusieurs missions pour regagner son rang dans sa communauté. Le joueur contrôle librement le héros dans quatre villes (Damas, Jérusalem, Acre et Masyaf) à la recherche de ses cibles. La secte ou société secrète des Assassins présentée dans le jeu est librement inspirée des maigres traces historiques laissées par les Nizârites (ou Hashaschînes), ainsi que par des récits comme le roman Alamut.
Salué pour son univers original et sa réalisation impressionnante, Assassin's Creed connaît un très grand succès public. Avec huit millions d'unités vendues, il dépasse grandement les prévisions de l'éditeur et lance une nouvelle franchise phare pour Ubisoft. La série se développe également par le biais de plusieurs œuvres dérivées (courts métrages, romans et bandes dessinées).

## Trame

### Contexte
Mélange d'un scénario de science-fiction et d'une aventure médiévale basée sur des faits historiques fortement romancés, la trame principale d’Assassin's Creed alterne entre longues phases en Terre sainte durant la troisième croisade au XIIe siècle, et courtes séquences dans un XXIe siècle légèrement futuriste, en 2012,.
Dans le présent, le héros est retenu dans les laboratoires d'Abstergo Industries, une entreprise pharmaceutique, qui a également beaucoup d'autres champs d'activités, tant officiels qu'officieux. Selon l'expression d'un des personnages : « Ils sont partout ». Ces séquences ne permettent qu'une succincte exploration des laboratoires, le visage du monde à ce moment n'est que très peu dévoilé. La technologie présente relève de la science-fiction, la société Abstergo développe le projet Animus, une machine capable de lire et de décoder la mémoire génétique, pour accéder à la mémoire d'un des aïeux de la personne qui se trouve dans la machine, et donc aux souvenirs de cet ancêtre.
Dans le passé, le personnage principal évolue en Terre Sainte à l'époque de la troisième croisade. Il parcourt les villes de Damas, Jérusalem, Masyaf et Acre telles qu'elles auraient pu être à cette époque. Le personnage jouable dans cette époque vient d'être déchu de son titre au sein de sa confrérie pour n'avoir pas respecté le Credo de l'Assassin (Assassin's Creed en anglais), trois principes que se doivent d'appliquer les membres de l'organisation en toutes circonstances : « jamais l'épée ne versera le sang d'un innocent », « l'assassin doit ne faire qu'un avec la foule » et « les actes ne doivent jamais compromettre la fraternité ». Mêlant personnages fictifs et personnages historiques, le jeu inclut des figures dirigeantes connues comme Saladin, Garnier de Naplouse, Guillaume de Montferrat ou Robert de Sablé. La troisième croisade qui s'est déroulée de 1189 à 1192 a été menée par trois souverains : Frédéric Barberousse, Philippe Auguste et Richard Cœur de Lion. Le but de ces expéditions était de reprendre Jérusalem (et la Terre sainte) à Saladin. Cette croisade a eu pour conséquences la reprise de plusieurs ports de la région et la libre circulation des pèlerins chrétiens à Jérusalem.

### Personnages
Le joueur contrôle deux personnages principaux : Desmond Miles (Nolan North) et Altaïr Ibn La-Ahad (Philip Shahbaz),. Desmond est un jeune américain de 25 ans, dont les parents sont membres de la confrérie des Assassins du XXIe siècle,,. Lorsque le jeu débute, le jeune homme est retenu prisonnier par la société Abstergo, qui l'a enlevé afin de se servir de lui pour retrouver un trésor perdu depuis des siècles. Desmond est forcé de coopérer avec les scientifiques,.
Altaïr quant à lui est un membre de la confrérie des Assassins. Il a 25 ans et vit à Masyaf, pendant l'année 1191,. Au début du jeu, il est confronté à une mission qu'il gère mal, et ce faisant, se retrouve déchu de son rang de « maître Assassin ». Toutefois, son mentor voyant en lui un bon élément, décide de lui accorder une seconde chance. Altaïr se voit alors dans l'obligation d'accomplir neuf assassinats pour regagner son honneur et son rang. Les neuf cibles sont : Tamir (Ammar Daraiseh), Garnier de Naplouse (Hubert Fielden), Talal (Jake Eberly), Guillaume de Montferrat (Harry Standjofski), Abu'l Nuqoud (Fred Tatasciore), Majd Addin (Richard Cansino), Jubair Al Hakim (Fred Tatasciore), Sibrand (Arthur Holden) et Robert de Sablé (Jean-Philippe Dandenaud),.
Plusieurs autres personnages ont un rôle dans l'avancement du scénario : Lucy Stillman (Kristen Bell), une jeune scientifique s'occupant du projet Animus,, et Warren Vidic (Phil Proctor), directeur de ce projet accompagnent Miles,, tandis qu'Al Mualim (Peter Renaday), maître dans la confrérie des assassins, et Malik Al-Sayf (Haaz Sleiman), confrère et chef de cellule de cette confrérie donnent régulièrement rendez-vous à Altaïr.

### Résumé
| \| Acre Damas Jérusalem Masyaf \| Lieux principaux de l'intrigue. |
| Acre Damas Jérusalem Masyaf                                       |

La société Abstergo force Desmond Miles à revivre les souvenirs (et par conséquent les actions) de l'un de ses ancêtres, Altaïr Ibn La-Ahad, en utilisant une machine complexe qui décode la mémoire génétique : l'Animus. Ces souvenirs sont nécessaires à la société pour mener à bien un projet scientifique secret. Desmond se trouve donc « synchronisé » avec la vie de son ancêtre.
Altaïr, membre de la confrérie secrète des Assassins au XIIe siècle, doit exécuter neuf hommes dispersés entre les villes de Damas, Acre et Jérusalem afin de retrouver son statut de maître Assassin qu'il vient de perdre lors d'une mission capitale dans le Temple de Salomon. Après chaque assassinat, Altaïr retrouve une partie de l'équipement et des capacités dont il avait été privé à la suite de sa destitution, lui permettant ainsi de poursuivre ses missions. Le jeune homme exécute ses cibles, sur ordre de son maître Al-Mualim dans le but de ramener la paix dans sa patrie natale. Ces « hommes à abattre » sont des personnages influents au sein de leurs villes respectives, à différents niveaux. Altaïr apprend au cours du jeu qu'ils font également tous partie de l'Ordre du Temple. Ces assassinats font suite au vol de l'Orbe d'Eden par la Fraternité des Assassins, qui l'avait reprise aux Templiers, eux-mêmes l'ayant déjà dérobé aux assassins. Cet artefact aurait des pouvoirs divins, selon Al Mualim. Entre autres miracles, il aurait ouvert la Mer Rouge en deux et été la cause de la guerre de Troie. Il aurait également été utilisé par le Christ pour changer l'eau en vin, et pourrait permettre à son possesseur de contrôler les esprits, et donc les hommes.
Au cours de l'aventure, on découvre qu'Abstergo est en réalité une multinationale qui réunit les Templiers du monde moderne et qui cherche à changer le monde. Elle est à la recherche d'objets ayant des pouvoirs semblables à ceux de l'Orbe d'Eden, et projette de les envoyer en orbite autour de la Terre à l'aide de satellites pour contrôler la totalité de la population mondiale. Abstergo est prête à tout pour arriver à ses fins, et n'hésite pas à commettre des enlèvements, des catastrophes écologiques, ou des meurtres.
Altaïr exécute les ordres, en se posant de plus en plus de questions après avoir vu ses victimes persuadées de faire le bien, de vouloir la même chose qu'Altaïr, mais il veut retrouver son honneur et se contente des explications données par Al-Mualim. À la fin des souvenirs accessibles à Desmond, Altaïr se rend compte qu'il avait été victime de manipulation de son maître Al-Mualim, lui aussi ayant embrassé la cause des Templiers. Le mentor, ayant fait exécuter par son disciple tous ceux qui auraient pu se dresser sur sa route, se retrouve seul possesseur de l'Orbe. Il « active » le pouvoir surnaturel de l'artefact, et change radicalement ses intentions premières. Altaïr, prenant conscience que les crimes qu'il a commis avaient un but différent de celui qui lui avait été présenté, se voit dans l'obligation de s'opposer à Al-Mualim. Un combat à mort s'engage alors, s'achevant par le triomphe d'Altaïr.
De retour dans le présent, Desmond retenu depuis plusieurs jours déjà, entend un message en sortant de la machine. Ce message est destiné aux scientifiques chargés de s'occuper du projet et qui jouent aussi le rôle de geôliers. En entendant la communication, il comprend que le bâtiment dans lequel il se trouve est attaqué par des assassins modernes qui s'opposent à l'organisation qui le retient prisonnier, et que ces gens semblent être là pour le libérer. La tentative échoue, et Desmond reste prisonnier d'Abstergo, sans certitude sur son avenir. Le jeu se termine lorsque, laissé seul, il perçoit d'étranges signes écrits sur le mur de la chambre qui lui a été donnée. Ces symboles lui sont révélés par une des capacités de son ancêtre qu'il a visiblement acquise : la « vision de l'aigle ».

## Système de jeu

### Généralités
Assassin's Creed est un jeu d'action-aventure. Le joueur contrôle le personnage en vue à la troisième personne. Le gameplay d’Assassin's Creed mêle des acrobaties sur les bâtiments et des scènes d'action à la manière des Prince of Persia. Le scénario est linéaire mais il propose des alternatives dans l'ordre des actions à réaliser (les enquêtes avant un assassinat n'ont pas d'ordre défini par exemple). La vie d'Altaïr est symbolisée par une barre d'ADN représentant la synchronisation de Desmond avec son ancêtre. Lorsque le joueur subit des dégâts lors d'une chute ou d'un combat, ou bien lorsqu'il tue des innocents, la barre se réduit, et Desmond se désynchronise au fur et à mesure d'avec les souvenirs de son ancêtre. Lorsque la barre est vide, le joueur perd le contrôle sur Altaïr et doit recommencer l'étape à la dernière sauvegarde automatique. Il n'est pas possible de sauvegarder manuellement sur console ni sur PC.
Le HUD de l'écran de jeu est justifié comme étant celui de l'Animus. Il propose un GPS, avec les emplacements de toutes les choses utiles, une indication du taux de synchronisation et un mini HUD des actions contextuelles possibles. Il permet également de changer l'angle de vue des « caméras » lorsque des interférences apparaissent à l'écran, et donne un accès « touche rapide » pour changer d'arme en cours de combat. Le HUD propose aussi la vision de l'aigle, accessible à l'aide d'une des touches droites de la manette.
Cette capacité est en fait la faculté naturelle du jeune homme vivant en Terre sainte à analyser presque instantanément les intentions des gens autour de lui. L'Animus a été conçu pour transformer cette faculté naturelle en un code de couleurs permettant au sujet dans la machine de voir également les intentions de la foule de manière précise. Les personnages non-joueurs se colorent d'une certaine teinte (bleu pour les alliés, rouge pour les personnes hostiles, doré pour les cibles à assassiner, et blanc pour ceux possédant informations ou objets) lorsque cette fonction est active, et un halo de la même couleur persiste quelques instants autour d'eux après la fin de l'observation. Il est impossible de se déplacer pendant une observation avec la vision de l'aigle.
Le jeu alterne entre de longues phases avec Altaïr, qui évolue dans le passé, et de courtes séquences avec Desmond, qui ne permettent qu'une succincte exploration de l'environnement du présent.

### Un gameplay ouvert
Une des caractéristiques d’Assassin's Creed est la grande liberté de mouvement, qui permet à Altaïr de se déplacer dans les villes en voltigeant de toit en toit, ou de manière plus furtive et plus traditionnelle, sur le sol. Ces déplacements rappellent les techniques d'un pratiquant de parkour moderne. Altaïr peut ainsi se frayer un chemin de manière parfaitement banale, en prêtant attention à éviter de bousculer les gardes et les nombreux passants qui vaquent à leurs occupations, ou bien évoluer rapidement et acrobatiquement au-dessus des rues. Si le joueur bouscule un passant par exemple, celui-ci peut alerter les gardes qui peuvent prendre Altaïr en chasse. À ceci, deux options possibles : la fuite ou bien le combat. Le jeu propose plusieurs endroits pour se cacher après une fuite, et ainsi attendre que l'alerte soit passée : les tas de foin, les petits kiosques en haut des toits, les bancs publics et les groupes d'érudits.
Les missions qui sont confiées à Altaïr sont précédées d'enquêtes qui lui permettent d'obtenir des informations sur sa prochaine cible. Les enquêtes sont de quatre types : l'extorsion d'informations à un personnage en lui portant des coups, en veillant à ne pas le tuer, l'espionnage des conversations en s'asseyant discrètement non loin des personnes-cible, le vol d'objets (le plus souvent des plans) à un habitant de la ville, et l'aide à un frère Assassin en échange d'informations. Ces enquêtes sont matérialisées sur le plan du GPS par des petites icônes représentant l'action à réaliser, et elles ne se révèlent qu'après avoir atteint un point d'observation. Ce sont les endroits les plus hauts de la ville, des minarets, des tours de garde, des clochers etc. Les points d'observations « synchronisent » davantage Desmond avec Altaïr, ce qui lui permet d'exploiter les souvenirs de son ancêtre au mieux, et cela complète le plan de la ville en détaillant davantage la disposition des rues et des bâtiments. Une fois un nombre suffisant d'éléments d'enquête réunis, Altaïr se rend au bureau local pour faire un rapport avant que son supérieur ne l'autorise à accomplir la mission proprement dite. La cible apparait alors sur la carte, et devient le seul objectif réalisable. Une fois l'assassinat achevé et la petite cinématique passée, il faut retourner au bureau local en ayant au préalable échappé aux gardes qui seront en alerte maximale, afin de valider la séquence.
Des missions facultatives proposent de découvrir tous les points d'observations de la ville et de venir en aide aux citoyens. Certains habitants de la ville sont malmenés par des gardes et il faut se débarrasser des soldats, puis parler au citoyen que l'on vient de défendre. En échange de ces services, les habitants apportent une aide lors des fuites, soit en faisant intervenir des groupes d'érudits auxquels il est possible de se mêler pour passer inaperçu, soit avec des complices, qui retiennent les gardes à la poursuite d'Altaïr lorsque ceux-ci passent près d'eux. Deux quêtes optionnelles permettent de prolonger un peu la durée de vie du jeu. La première consiste à éliminer les soixante Templiers solitaires présents dans l'aventure, et la seconde propose de récupérer la totalité des drapeaux disséminés dans le jeu.
La version sur PC, Assassin's Creed Director's cut Edition, offre quatre types de missions supplémentaires par rapport aux versions consoles : escorte, course sur les toits, assassinat d’archers et destruction d’étalages. Cet ajout est une des seules différences notables lorsqu'on compare le titre avec les versions parues sur consoles.

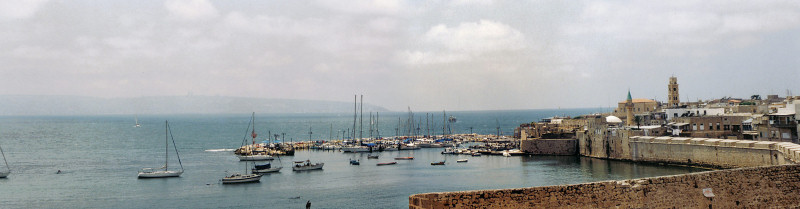
Le port de Saint-Jean-d'Acre, lieu d'une des missions.

Le jeu propose de parcourir six lieux différents, tous inspirés d'endroits ayant existé et tels qu'ils auraient pu être aux alentours de 1200,, à l'exception du Temple de Salomon qui a été détruit définitivement en 70 après Jésus-Christ. Masyaf est un petit village, situé au nord du royaume (en se basant sur la carte du jeu), qui s'étend aux pieds de la forteresse du même nom. Le gigantesque édifice est le quartier général des Assassins, et l'endroit où Altaïr va recevoir ses ordres de missions de son maître Al-Mualim. C'est à Masyaf que les aventures d'Altaïr débutent. Damas, Jérusalem et Saint-Jean-d'Acre sont trois grandes villes qui offrent la possibilité d'explorer chacune trois quartiers correspondant à une classe sociale : pauvre, moyenne et riche. Le total des quartiers étant porté à neuf, cela correspond à un quartier par assassinat. Arsouf est le camp des croisés où Altaïr va pourchasser Robert de Sablé.

### Combats
Les gardes étant capables d'encercler complètement Altaïr, les coups peuvent provenir de tous les côtés. Les combats sont dynamiques et nécessitent un peu de technique et de coordination. Les adversaires ne possèdent pas une gamme d'attaques très variée, et ne sont pas tous du même niveau de difficulté selon les jeux. Les templiers solitaires, par exemple, frappent bien plus fort que les soldats de Saladin dans le royaume. Les adversaires peuvent également être abattus discrètement, ce qui peut permettre d'éviter l'affrontement.
Les combats se mènent en utilisant trois boutons ayant chacun deux fonctions : attaque/contre-attaque, esquive/pas en avant, et faire une prise/contrer une prise. Les phases de combat nécessitent une bonne coordination des trois aspects, afin qu'Altaïr ne devienne pas vulnérable aux attaques ennemies. Il est possible d'utiliser des coups spéciaux. La parade permet d'arrêter les coups adverses avec l'épée longue et la lame courte. La parade reste indéfiniment, à moins qu'elle ne soit défaite par un adversaire plus habile ou lorsque le joueur arrête de maintenir la touche. La parade ne protège pas des flèches. Le coup de grâce est une attaque qui permet de porter un coup mortel à coup sûr. Elle est délicate à réaliser car elle nécessite de bons réflexes de la part du joueur. Le combat à cheval est possible bien que rudimentaire : la seule arme utilisable en selle est l'épée longue et les mouvements sont imprécis et assez basiques.
Altaïr possède quatre armes, qui ne changent pas en cours de jeu. Il les récupère une par une, au fur et à mesure de l'avancée de ses missions, et augmente le niveau de maîtrise de chaque arme de la même manière.
- L'épée longue est efficace dans les combats singuliers, et pratique pour le coup de grâce.
- La lame courte sert essentiellement dans les combats avec beaucoup d'adversaires : c'est une dague qui permet de porter de nombreux coups rapides et passant aisément à travers les parades ennemies. Il est, en revanche, beaucoup plus difficile de parer et contre-attaquer avec.
- Les couteaux de lancer, arme de jet, utile pour éliminer des ennemis à une certaine distance. Altaïr peut en porter d'abord cinq, puis dix, pour arriver à un maximum de quinze. Une fois lancés, les couteaux ne peuvent pas être récupérés. Il est possible de se réapprovisionner en en dérobant aux bandits dans les villes.
- La dernière arme est une lame rétractable (Hand Blade) actionnée par un mécanisme complexe, communément appelée « Lame secrète » ou « Lame cachée ». Cette lame, portée à l'avant-bras gauche, est complètement invisible lorsqu'elle est rétractée. Cela permet des attaques imprévisibles et discrètes, le plus souvent pour causer des assassinats rapides et silencieux. Les hauts-membres de la fraternité se font généralement couper l'annulaire gauche pour laisser le passage à cette lame, et ainsi frapper le poing serré. Ce doigt amputé est devenu le signe de reconnaissance des Assassins, comme le laisse supposer une des scènes de la fin du jeu[20].

## Développement

### Genèse
Assassin's Creed est développé au studio Ubisoft Montréal, sous la direction de la productrice Jade Raymond et du directeur de la création Patrice Désilets. Raphaël Lacoste tient la place de directeur artistique tandis que Maxime Béland dirige le game design et David Châteauneuf le level design. Les membres centraux de l'équipe de développement sont à l'origine du jeu de 2003 Prince of Persia : Les Sables du temps et une bonne partie des développeurs a déjà travaillé sur la trilogie qui s'ensuivit. Les premiers travaux sur le concept et la technologie du jeu débutent en 2004 alors même que les consoles de septième génération n'ont pas encore été annoncées. Le développement dure quatre ans, et mobilise jusqu’à cent cinquante personnes.
L'ambition affichée de l'équipe de développement est de proposer un nouveau type de gameplay en utilisant les nouvelles possibilités offertes par la grande puissance des consoles de jeu de septième génération. Dès les premières phases de production, les développeurs souhaitent que le joueur puisse interagir facilement avec tout l'environnement. Tout comme la précédente trilogie Prince of Persia, le héros doit être capable de se déplacer facilement entre les bâtisses de la ville, à la manière des adeptes modernes du parkour. Les fonctions assignées aux touches sont pensées pour être très intuitives. En assignant les touches à une partie du corps de l'avatar, le jeu s'éloigne du schéma-type où une touche correspond à une action, plusieurs actions pouvant être réalisées avec une seule touche selon l'endroit où le personnage est placé et son déplacement.

### Inspiration historique

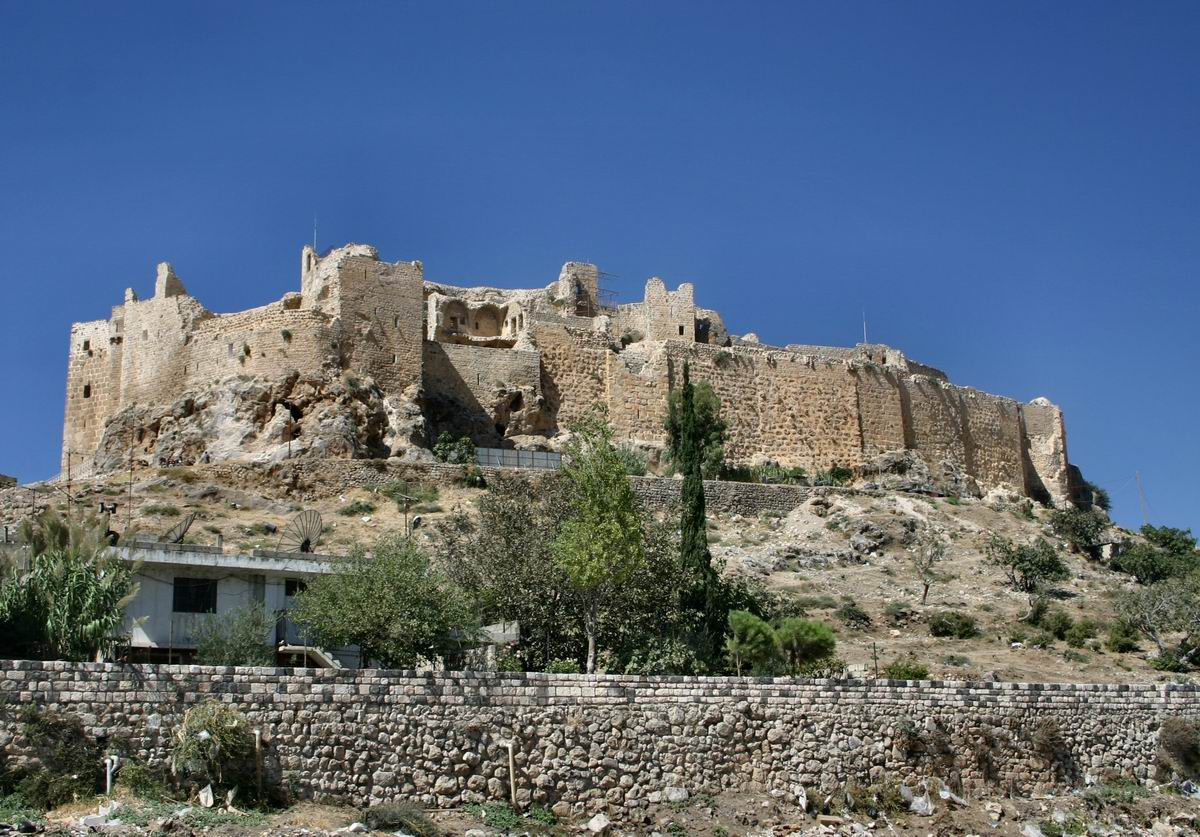
Le château de Masyaf.

Le scénario est rédigé par Corey May, qui a précédemment pris en charge celui des deux derniers épisodes de Prince of Persia sur consoles de salon. Pour développer l'univers, les développeurs s'inspirent en partie de l'ouvrage Alamut de l'écrivain slovène Vladimir Bartol. L'ouvrage est lui-même basé sur une des légendes entourant la forteresse d'Alamut en actuelle Iran. Ce fort a été pris en 1090 par Hassan ibn al-Sabbah pour servir de base aux Nizârites, une communauté chiite ismaélienne, nommée aussi « secte des Assassins ».
Les développeurs cherchent à obtenir dans le jeu un rendu proche de ce qu'a pu être le véritable visage des villes représentées au cours du XIIe siècle. Pour cela, ils font entre autres appel à deux historiens. La citadelle et le village de Masyaf dans le jeu ressemblent assez à ce que l'on peut encore voir des ruines aujourd'hui.
De par son titre, son héros et l'environnement dans lequel il évolue, le jeu fait référence à une organisation mystique créée au XIIe siècle, la secte des Assassins, les Nizârites (ou Hashashin), bien que ce nom ne soit jamais directement évoqué dans le jeu ; il lui est substitué le terme "Hashishiyûn". Jade Raymond évoque, dans une interview avant la sortie du jeu, le principe d'une « fiction spéculative » pour parler de l'univers du jeu et de la mise en scène des Assassins :

« [...] Plus nous en apprenions au sujet de ces personnes, plus nous voulions en faire un jeu. Même la devise des Assassins « Rien n'est vrai, tout est permis » correspond parfaitement à l'esprit du jeu. [...] En fait le jeu est orienté en même temps vers la fiction et l'histoire. C'est une fiction spéculative, et c'est un genre amusant à travailler. En fondant une histoire sur la réalité, vous augmentez sa crédibilité. Il est plus facile d'y croire car cela se passe dans notre monde. Vous explorez des villes qui existent encore aujourd'hui, vous rencontrez des individus infâmes dont les noms sont connus de tous, et êtes témoins de batailles qui ont vraiment eu lieu. [...] Ceci dit, il est important de noter qu'historiquement les Assassins ont eu leur propre philosophie - tout à fait différente de celle des Croisés ou des Sarrasins et ne se sont pas alliés avec l'un ou l'autre de ces deux camps. Puisqu'ils étaient une sorte de société secrète mystique, presque rien au sujet de leurs actions ou de leur cause ne peut être confirmé [...] »

Le Credo des Assassins, « Rien n'est vrai, tout est permis » est attribué à Hassan ibn al-Sabbah par Friedrich Nietzsche dans son livre Ainsi Parlait Zarathoustra (et l'on retrouvera cette citation dans La Généalogie de la morale, troisième dissertation, §24), même s'il se trouve qu'il a été repris plus tard, entre autres par les mages du chaos.

### Technique
L’équipe de développement effectue ses premiers tests sur le Jade engine, développé pour Beyond Good & Evil et utilisé dans les Prince of Persia.
Les versions PlayStation 2 et Xbox virent le jour et devaient être totalement différentes de l'opus nouvelle génération. Elles étaient développées par une plus petite équipe d'Ubisoft Montréal, avant d'abandonner le projet courant 2006 sans plus de précisions.
L'équipe passe rapidement sur le nouveau moteur de jeu Scimitar développé en interne par le studio Ubisoft Montréal pour les consoles de septième génération. Il s'agit du premier moteur aussi performant développé entièrement par le studio. Ce moteur, en développement depuis plusieurs années est utilisé dans Assassin's Creed pour la première fois. Il est réutilisé depuis lors dans d'autres produits pour lesquels Ubisoft souhaite présenter des graphismes très sophistiqués,.
Le moteur doit également composer avec les vastes environnement ouverts d’Assassin's Creed. Pour éviter autant que possible les temps de chargements, le jeu utilise un important système de chargement des données en continu (ou streaming) permettant au joueur de se déplacer librement dans les grandes villes. Les développeurs travaillent beaucoup sur le pipeline (ensemble de processus informatiques associées en série) afin de répondre aux très nombreux processus que nécessite cette technique dans un programme aussi sophistiqué. Le jeu intègre aussi un système de level of detail pour contourner certaines limitations techniques. Les personnages et les éléments du décor sont manuellement modélisés à trois ou quatre résolutions différentes. Ces différentes versions sont affichées en fonction de la distance par rapport au joueur, et ce en temps réel. Les programmeurs réutilisent certaines bibliothèques logicielles déjà développées en interne, et intègrent des intergiciels dans le pipeline. La gestion de la physique est assurée par le moteur Havok, et la cinématique inverse par HumanIK d’Autodesk. La modélisation des décors est effectuée avec ZBrush,.
Les développeurs font un important travail sur la modélisation et les animations des personnages. L’équipe procède dans un premier temps à la capture de mouvement en studio, à partir des mêmes personnes qui ont servi de modèle pour les mouvements du héros de la trilogie Prince of Persia. Les données obtenues sont travaillées avec MotionBuilder, puis importées dans 3D Studio Max. Selon le programmeur en chef Mathieu Mazerolle, le jeu compterait près de dix mille animations, dont la moitié réservées uniquement au personnage principal, soit plus de mille mouvements,. La modélisation des personnages est effectuée avec le logiciel 3D Studio Max. Ils sont initialement modélisés en haute résolution puis le nombre de polygones est fortement réduit avec peu de perte de qualité grâce à l'utilisation de normal mapping. La modélisation finale des personnages principaux comporte 3 000 polygones et 3 Mo de textures, tandis que les personnages secondaires font 1500 polygones pour 1,5 Mo de textures. Les développeurs travaillent pour obtenir des graphismes très réalistes dans le jeu afin d'obtenir une sensation d'immersion dans l'univers, notamment en présentant une grande variété dans les personnages non joueur (PNJ). Le jeu inclut une base de 300 types de personnages différents. Pour simplifier un code très grand, les programmeurs usent de génération procédurale pour créer l'animation des personnages et la constitution des habitants. Ceux-ci sont générés de manière aléatoire en combinant des modèles de têtes et de corps, des textures de cheveux et des types de comportements, ce qui permet d'obtenir une bonne variété des personnages. Pour permettre le « gameplay de foule », le moteur peut gérer cent cinquante personnages secondaires simultanément,,.
Les visages de certains des personnages principaux sont modélisés à partir de personnes réelles. Francisco Randez, un mannequin québécois, incarne Altaïr (ainsi que Desmond Miles). Kristen Bell, quant à elle, prête sa voix et son visage à Lucy Stillmann.

### Musique
La bande originale du jeu est composée par Jesper Kyd pendant la dernière année de développement. Celui-ci a précédemment travaillé sur des musiques de jeu avec Epic Games ou IO Interactive sur les licences Hitman ou Unreal Tournament. Jade Raymond commente : « il est capable de créer des morceaux à la fois épiques et historiques en combinant des instruments traditionnels du Moyen Âge et les sons modernes des synthétiseurs. », et ajoute : « Pour Assassin's Creed, nous voulions une bande-son qui puisse saisir l'effroyable atmosphère des guerres médiévales tout en restant nerveuse et moderne ». Ubisoft parle d'une : « combinaison de thèmes orchestraux épiques couplée à des percussions, une guitare acoustique et des parties chantées » qui permettent de proposer une atmosphère fortement spirituelle.
Six titres ont été mis en ligne pour ceux qui ont acheté le jeu ; un mot de passe a été donné aux gens pour qu'ils l'insèrent dans la section bande sonore du site Web d'Ubisoft.La bande originale du jeu est mise en vente en avril 2009 sous forme dématérialisée via différents sites internet. Plusieurs titres sont également disponibles sur le MySpace de Kyd et sur son site officiel. 

## Promotion et distribution
La première image du jeu, qui avait pour titre provisoire Assassin est dévoilée au TGS 2005 par Ubisoft qui n'avait fait que très peu de révélation à l'époque. Une annonce de l'éditeur confirme le développement du projet au printemps 2006; à ce moment le projet est prévu uniquement sur PlayStation 3. Le groupe annonce officiellement la nouvelle franchise début mai 2006 et fixe ses objectifs : « Un nouveau gameplay convaincant, des graphismes superbes et un scénario immersif et sophistiqué pour faire vivre une expérience épique ». À partir de ce moment, Ubisoft organise une importante promotion autour du projet, multipliant les vidéos de présentation et les interviews des membres de l'équipe et particulièrement celles de la productrice Jade Raymond. Le jeu apparait clairement comme l'un des jeux les plus populaires lors de l'E3 de mai 2006 où il reçoit de nombreuses récompenses de la part de la presse présente. Quelque temps après, au milieu de l'année 2006, Ubisoft décide de développer le jeu pour Xbox 360 en plus de la PlayStation 3.
Le jeu sort simultanément sur PlayStation 3 et Xbox 360 en novembre 2007 dans les trois pôles du marché, le 13 en Amérique du Nord, le 15 au Japon et le 16 en Europe. En raison de la violence dans le gameplay, le jeu est réservé aux adultes. Le jeu est aussi distribué dans une version limitée plus chère incluant quelques bonus hors du jeu en lui-même comme des vidéos de making-of, une figurine du héros, un guide de jeu et un comics de Penny Arcade. La version PC d’Assassin's Creed, sous-titrée Director's Cut et jouable sous Windows est distribuée en Amérique du Nord et en Europe les 8 et 11 avril 2008, soit plus de six mois après la sortie des versions consoles.

## Accueil

### Critiques
Assassin's Creed reçoit globalement de bonnes critiques de la part de la presse spécialisée. Le point principal mis en avant est la très bonne réalisation du jeu. L'aspect artistique est soigné, avec une esthétique aboutie, un univers original et une mise en scène travaillée lors des combats. Le niveau technique est bien perçu, avec notamment une grande vitalité donnée aux personnages non-joueur ainsi qu'une excellente animation du héros. Plusieurs critiques pointent une belle avancée dans ce domaine depuis la trilogie Prince of Persia : Les Sables du temps (réalisée par le même studio) qui faisait figure de référence,. Famitsu parle d'un « véritable » jeu nouvelle génération. Les critiques mettent l'accent sur l'importante aire de déplacement et le bon level design qui autorise de nombreuses acrobaties et escalades. Les réactions face à la simplification de la maniabilité sont partagées. L'escalade ne nécessitant qu'un bouton et les déplacements fluides sur les toits des maisons sont bien accueillis. Cependant, Famitsu déplore l'utilisation d'un bouton unique également pendant les phases de combat,.
Mais le jeu est aussi critiqué sur plusieurs points. Le principal reproche qui lui est adressé concerne son importante répétitivité : l'enchaînement des phases de gameplay est toujours identique. IGN et Gamekult estiment que l'élément central expliquant l'intrigue est dévoilé bien trop tôt dans l'aventure, ce qui gâche en partie l'attrait du joueur pour le scénario dans la suite du jeu. Les critiques insistent aussi sur le manque de quêtes secondaires, sur des passages de transition entre les villes peu intéressants et sur les réactions des ennemis parfois déroutantes. D'autres petits défauts sont relevés, comme des incohérences dans l'univers, un doublage du héros pas toujours satisfaisant, ou des bugs de collision,.
Bien qu'absolument identiques sur le fond, les versions console présentent de petites différences sur le plan technique. La version PlayStation 3 est considérée comme inférieure à la version Xbox 360 en raison d'un contraste un peu plus faible et de régulières baisses de frame rate (nombre d'images par seconde),,. La version PC, identique, bénéficie cependant de quelques ajouts mineurs, comme le sous-titrage, et nécessite un processeur double cœur pour fonctionner. Sa sortie six mois après la version console lui vaut d'obtenir les moins bonnes critiques par la presse. Les agrégateurs de score relèvent de bonnes notes de manière générale. GameRankings attribue un score moyen de 82 % pour la version Xbox 360 et 79 % pour les versions PS3 et PC.

### Récompenses
Le jeu reçoit plusieurs récompenses à l'E3 2006, dont le titre de « Meilleur jeu d'action/aventure » (Best Action/Adventure Game) aux Game Critics Awards 2006. Jesper Kyd, compositeur de la bande-son s'est vu offrir le titre de « Meilleure Bande Originale » pour le jeu, durant la cérémonie des Elans Awards (en) 2008. Le jeu reçoit le prix de l'animation lors des Interactive Achievement Awards de 2008. Il est également nommé quatre fois lors des 5e BAFTA Video Game Awards de 2009 mais ne reçoit aucun prix.

### Ventes
Assassin's Creed réalise de très bons chiffres de vente, dès la première semaine d'exploitation, il s'écoule à plus d'un million d'exemplaires. Un mois après sa sortie, Ubisoft commente à travers un communiqué de presse : « Assassin's Creed réalise une performance très largement supérieure aux attentes de la société et se classe parmi les deux ou trois meilleures ventes PlayStation 3 et Xbox 360 sur la très grande majorité des territoires. Moins de quatre semaines après son lancement les ventes mondiales d’Assassin's Creed dépassent d’ores et déjà les 2,5 millions d'unités et établissent un nouveau record pour le lancement d'une nouvelle marque aux États-Unis. En conséquence, Ubisoft prévoit dorénavant de vendre au minimum cinq millions d'unités du jeu sur l'exercice contre une estimation précédente d'environ trois millions d'unités. », puis ajoute que les ventes ont été très bénéfiques pour le groupe.
En janvier 2008, Ubisoft annonce qu'en Europe, le titre est le jeu le plus vendu sur PS3, et le deuxième jeu le plus vendu sur Xbox 360 durant l'année 2007, alors qu'aux États-Unis, il réalise les deuxième et troisième meilleures ventes respectivement sur ces supports et sur cette période. En avril 2008, Edge estime qu’il est le huitième jeu le plus vendu au cours des douze mois précédents, tous supports confondus, en Europe et en Amérique du Nord, avec 4,9 millions d’unités.
Anticipant le piratage de son jeu sur PC, Ubisoft, en plus de sortir cette version du jeu six mois après les versions consoles, inclut dans les pré-versions un bug provoquant le plantage du jeu de manière imprévisible afin de décourager les pirates. Pourtant en février 2008, soit deux mois avant la sortie du jeu, une version pirate de la version PC circule sur les réseaux de peer-to-peer sur internet (particulièrement le réseau BiTorent) et des correctifs amateurs du bug volontaire sont rapidement mis en ligne,. À la sortie de la version commerciale, Assassin's Creed est le jeu le plus piraté durant la première semaine de mars 2008. L'utilisation du bug ainsi que la vaste expansion de la version pirate a causé selon Ubisoft "des dommages irréparables" au jeu et a influé sur les faibles ventes en magasin. Selon NPD Group, le jeu s'est vendu à 40 000 exemplaires aux États-Unis en juin, tandis qu'à cette date il avait déjà été téléchargé 700 000 fois sur internet selon Ubisoft, représentant plusieurs millions de dollars de manque à gagner pour l'éditeur,. En juillet 2008, Ubisoft poursuit en justice le fabricant de disques Optical Experts Manufacturing, soupçonné d'être à l'origine de la fuite, pointant de faibles procédures de sécurité qui auraient permis à un employé de s'emparer d'une copie du jeu,. Selon le site torrentfreak.com, la version PC d’Assassin's Creed aurait été le troisième jeu le plus piraté sur le réseau BitTorent en 2008, avec 1 070 000 téléchargements.
Selon Ubisoft, Assassin's Creed s’est écoulé à huit millions d’exemplaires à travers le monde, toutes plateformes confondues. Patrice Désilets estime que 30 à 35 millions de personnes ont joué au jeu, en tenant compte des locations et du marché de l’occasion,.

## Impact

### Popularité
Assassin's Creed a acquis une certaine popularité dans le monde du jeu vidéo, et plusieurs autres titres font référence au jeu. Il est ainsi possible d’obtenir un « costume d'Altaïr » dans Metal Gear Solid 4: Guns of the Patriots (de Konami), un costume d'Assassin's Creed dans Little Big Planet et Prince of Persia),. Dans Grand Theft Auto IV, un succès (ou Trophées sur PlayStation 3) se nomme « Assassin's Greed ». Ubisoft a également proposé des figurines issues de l’un de ses autres jeu Rayman contre les lapins crétins, déguisées en Altaïr pour la sortie de Rayman Prod' présente : The Lapins Crétins Show.
Un ensemble de symboles mystérieux présents tout à la fin du jeu éveille la curiosité des fans à propos des développements futurs du scénario d’Assassin's Creed. Ces inscriptions ne sont pas expliquées clairement dans le jeu, mais il est possible d'observer que certaines mentionnent des concepts mathématiques et des indications géographiques et que d'autres évoquent des notions ésotériques, voire mystiques. Ces communautés spontanées tentent de déterminer si des informations sur la suite de la saga pourraient être contenues dans ces inscriptions, de comprendre la signification de ces inscriptions, et pensent que ce sont des clés pour la compréhension des événements futurs du jeu.

### Licence
Ubisoft négocie le développement de plusieurs versions pour plates-formes mobiles d’Assassin's Creed avec la société Gameloft qui lui appartient à l'époque. La première version pour téléphone mobile est distribuée au début du mois de novembre 2007 (peu avant la sortie du jeu sur consoles de salon) et propose de remplir treize missions dans quatre environnements différents. Gameloft est aussi chargé de développer un opus sur Nintendo DS pour accompagner la sortie du titre principal; mais Assassin's Creed: Altaïr's Chronicles sort finalement en février 2008. Jeu d'action mélangeant infiltration et plates-formes, il s'agit d'une préquelle qui développe l’histoire d’Altaïr. Délaissant l’aspect science-fiction de l’épisode originel, cet opus s’oriente davantage vers la fantasy, dans un esprit proche de la franchise Prince of Persia. Le jeu reçoit un accueil mitigé. Le titre est réédité en avril 2009 sur les terminaux numériques hybrides d'Apple iPhone et iPod Touch via la boutique en ligne App Store, puis en mai sur téléphones mobiles sous le titre d’Assassin's Creed HD,.
Avec l'énorme succès de l'épisode sur consoles de salon, Assassin's Creed devient rapidement une franchise-clé pour Ubisoft. En novembre 2008, le PDG d’Ubisoft Yves Guillemot officialise le développement d'une suite. Prenant pour cadre l’Italie à la Renaissance, Assassin's Creed II sort en novembre 2009, sur PlayStation 3 et Xbox 360 Diverses œuvres dérivées accompagnent la sortie de cette suite. Ubisoft confie à Griptonite Games et à son studio montréalais le développement d’Assassin's Creed: Bloodlines sur PSP et Assassin's Creed II: Discovery sur DS.
Avec cette nouvelle licence Ubisoft se lance dans la production d'autres types de produits. Plusieurs courts métrages regroupés sous le nom d’Assassin's Creed: Lineage accompagnent la sortie du deuxième épisode de la série. En juin Ubisoft annonce la fondation de sa propre maison d'édition de bandes dessinées, Les Deux Royaumes. La première parution en est Assassin's Creed : 1. Desmond par Éric Corbeyran et Djillali Defali.
La licence a également été déclinée en romans (7 volumes écrits par Oliver Bowden).

#### Bases de données et dictionnaires
- (en) Site officiel
- Ressources relatives au jeu vidéo :   - Behind The Voice Actors
  - HowLongToBeat
  - Internet Game Database
  - Metacritic
  - Speedrun.com
  - VideoGameGeek
- Ressources relatives à l'audiovisuel :   - Cinémathèque québécoise
  - IMDb
- Notices d'autorité :   - VIAF
  - BnF (données)
  - LCCN